# Schildomyia reticulata
Schildomyia reticulata är en tvåvingeart som beskrevs av Prado 1973. Schildomyia reticulata ingår i släktet Schildomyia och familjen tickflugor. Inga underarter finns listade i Catalogue of Life.